# Juan Aldama
För andra betydelser, se Juan Aldama (olika betydelser).

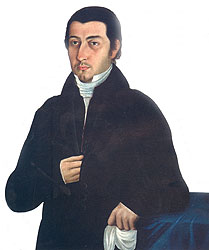
Juan Aldama

Juan Aldama född 3 januari 1774 i San Miguel de Allende, Guanajuato, avrättad 26 juni 1811 i Chihuahua, var en mexikansk upprorsledare under mexikanska frihetskriget och bror till Ignacio Aldama. Det var Juan som tog meddelandet som kom från Queretaro vidare från San Miguel el Grande, som staden då hette, till Dolores Hidalgo för att underrätta självständighetsanstiftarna att upproret var röjt.

## Avrättningen
Juan Aldama avrättades genom arkebusering tillsammans med Mariano Jiménez och Ignacio Allende den 26 juni 1811 i Chihuahua. Deras och Miguel Hidalgos huvuden hängde i olika väderstreck på Alhóndiga de Granaditas i Guanajuato fram till 1824, då deras kvarlevor flyttades till katedralen i Mexico City. Sedan 1925 är han begravd i El Ángel de la Independencia.